# (8258) 1982 RW1
(8258) 1982 RW1 (1982 RW1, 1989 TZ13) — астероїд головного поясу.
Тіссеранів параметр щодо Юпітера — 3,554.